# Daimon (polityk)
Daimon (ur. w 1849 lub 1850, zm. 21 października 1930) – nauruański polityk.
Był pierwszym przewodniczącym Rady Wodzów Nauru (poprzedniczka obecnego parlamentu i wcześniejszej Lokalnej Rady Samorządowej i Rady Legislacyjnej). Stanowisko to zajmował od sierpnia 1927 roku do śmierci. Po wakacie, jego obowiązki przejął Timothy Detudamo.